# Dimorphanthera forbesii
Dimorphanthera forbesii är en ljungväxtart som beskrevs av J. J. Smith. Dimorphanthera forbesii ingår i släktet Dimorphanthera och familjen ljungväxter. Inga underarter finns listade i Catalogue of Life.